# Yavarí (cañonero)
El Yavarí fue un antiguo cañonero lacustre peruano originalmente mandado a construir por el Gobierno junto a su gemelo el Yapurá, para la Marina de Guerra del Perú. Fue bautizado así en honor al Río Yavarí que está ubicado en la región de Loreto y que desemboca en el Río Amazonas. Fue el primer barco de vapor en cruzar las aguas navegables más altas del mundo. Actualmente el barco funciona como museo y es el vapor más antiguo del lago de hierro navegando. 

## Construcción
En 1862 Thames Ironworks en West Ham construyó el Yavari y Yapura con casco de hierro bajo contrato con la James Watt Fundición de Birmingham. Los barcos fueron diseñados como una combinación de carga, pasajeros y cañoneras para la Armada del Perú.
Los barcos se construyeron en forma de "derribar"; es decir, se armaron con pernos y tuercas en el astillero, se desarmaron en miles de partes lo suficientemente pequeñas para transportarlas y se enviaron a su destino final para ensamblarse con remaches y lanzarse al lago. Los kits para los dos barcos constaban de un total de 2.766 piezas entre ellos. Cada pieza no tenía más de 3,5. cwt—lo que una mula podría llevar—porque el ferrocarril desde el Océano Pacífico puerto de Arica iba solo 40 millas (64,4 km), hasta Tacna. Desde allí mulas de carga tenían que llevar los 220 millas (354,1 km) restantes hasta Puno en el lago a 3,812 metros sobre el nivel del mar.
El contratista británico original llevó las piezas a Tacna pero no pudo completar la sección del viaje con mulas. Esto no se reanudó hasta 1868 y las primeras planchas para el casco Yavari se colocaron en Puno en 1869. Yavari fue botado en 1870 y Yapura en 1873.
Yavari tenía 100 pies (30,5 m) de largo y tenía una 60 caballos (60,8 CV) máquina de vapor de dos cilindros, alimentada hasta con estiércol seco de llamas.
En 1914, el casco de Yavari se amplió en 15 metros para aumentar su capacidad de carga. Al mismo tiempo, se modificó su motor a uno tipo semi-diesel Bolinder de cuatro cilindros 320 HP (324,4 CV) también conocido como motor de bombilla caliente.

## Historial de servicio

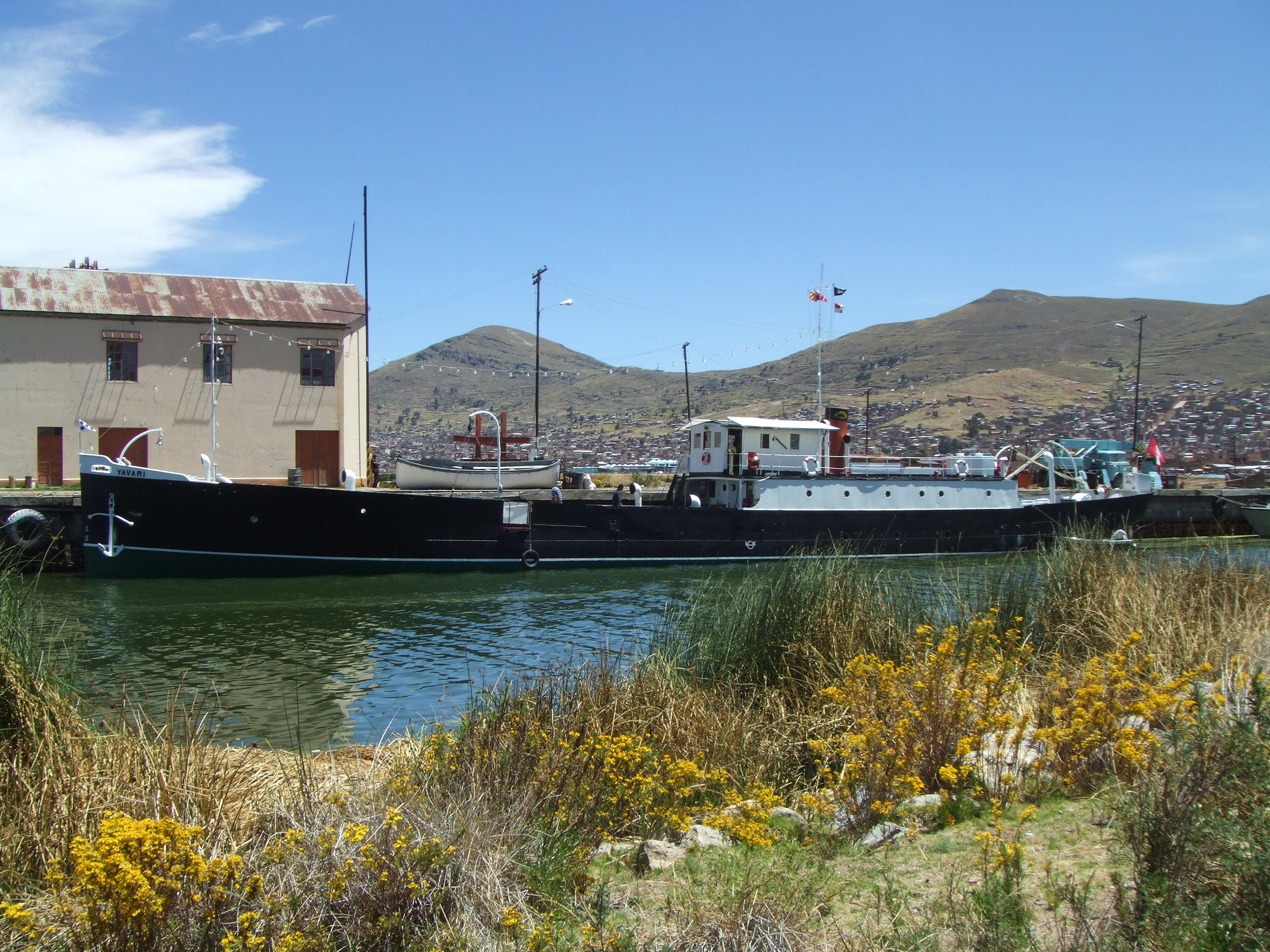
Histórico barco peruano Yavarí amarrado en el puerto de Puno en 2007.

Si bien ya se había firmado la paz con el Tratado de Ancón entre Perú y Chile para poner fin a la Guerra del Pacífico el 20 de octubre de 1883, el Contralmirante Lizardo Montero y el General César Canevaro resistió en Arequipa. Perseguidos por las fuerzas chilenas, se retiran a Puno y negocian más apoyo de Bolivia. Al llegar a Puno, a orillas del Titicaca, abordaron con sus hombres los cañoneros a vapor Yavarí y Yapurá, para marchar hacia el puerto lacustre de  Chililaya, en Bolivia, donde lo esperaba el general Narciso Campero con dos batallones bolivianos para reanudar las hostilidades contra Chile.
Sin embargo, una división chilena llegó a Puno el 4 de noviembre de 1883 y sus autoridades locales inmediatamente entregaron el lugar, declarándose a favor de la paz y el gobierno de Miguel Iglesias. Las fuerzas chilenas transportaron por ferrocarril desde el puerto de Ilo a Puno la nave torpedera Colo Colo y la lanzaron allí a las aguas del lago Titicaca, donde realizó patrullajes para impedir las comunicaciones, controlar la guerrilla y el uso militar del lago.
El final de la Guerra del Pacífico llegó con un gobierno peruano empobrecido, por lo que en 1890 los inversionistas del Reino Unido establecieron la Peruvian Corporation que se hizo cargo de la concesión para operar los ferrocarriles y barcos lacustres de Perú. En 1975 Perú nacionalizó la corporación y Yavari y Yapura pasaron a la empresa estatal de ferrocarriles ENAFER. En 1976 fueron transferidos nuevamente a la Marina de Guerra del Perú , que renombra al Yapura como BAP Puno siendo una nave guardacostas lacustre y luego en 1993 lo convierten en un barco hospital, pero descartan al Yavari.
En 1987, intereses benéficos compraron Yavari para restaurarla. Ahora está amarrada en la bahía de Puno, donde brinda alojamiento turístico estático mientras se somete a una restauración completa. En 2015, con restauración casi completa, un grupo de jóvenes East Enders patrocinado por la Fundación West Ham United recorrió los Andes desde Tacna a Puno siguiendo la ruta original del Yavari. Con el historiador Stephen Pewsey participaron en un "segundo viaje inaugural" en el lago Titicaca, acompañados por el embajador británico en Perú, S.E. Anwar Choudhury.